# Munnopsurus leavis
Munnopsurus leavis is een pissebed uit de familie Munnopsidae. De wetenschappelijke naam van de soort is voor het eerst geldig gepubliceerd in 1978 door Schultz.